# Project Sunshine for Japan
Das Project Sunshine for Japan ist eine weltweite Kampagne, die von Mansoureh (Mana) Rahnama, Dortmund, Deutschland, ins Leben gerufen wurde, unter dem Motto: „Deine Farben können das Land der aufgehenden Sonne erleuchten“ (“Your colours can brighten the land of the rising sun again”). Rahnama begann mit dem Netzwerk-Projekt im April 2011 als Plakat-Wettbewerb zur Unterstützung der Opfer der Nuklearkatastrophe von Fukushima beim Kernkraftwerk Fukushima Daiichi im März 2011 in Japan.

## Geschichte
Ungefähr 400 Designer aus 40 Ländern beteiligten sich bei dem Wettbewerb. Eine Jury wählte die ihrer Meinung nach 100 besten Plakate aus. Die Jury bestand aus folgenden Personen: Pamela Campagna + Thomas A. Scheiderbauer (Italien), Holger Jacobs (Großbritannien), Wilfried Korfmacher (Deutschland), Uwe Loesch (Deutschland), Luba Lukova (USA), John Moore (Venezuela), Woody Pirtle (USA), Christopher Scott (Irland) und Shinoske Sugisaki (Japan)
Sechs Plakate erhielten eine besondere Anerkennung: Mark Andersen (USA), Kristina Jovanovic (Serbien), Scott Laserow (USA), Zafar Lehimle (Türkei), Yossi Lemel (Israel) und Tristan Schmitz (Deutschland). Die Plakate wurden auf diversen Ausstellungen in der ganzen Welt ausgestellt.

## Das Buch
Project Sunshine for Japan. Posters, Stories and poems about Fukushima (herausgegeben im März 2013) zeigt die ausgezeichneten Plakate sowie die Geschichten und Gedichte von Autoren aus fünfzehn Ländern in dreizehn Sprachen. Folgende Autoren waren beteiligt: Jurij Andruchowytsch (Ukraine), Rolf Bertram (Deutschland), Andrea Biscaro (Italien), Biyú Suárez Céspedes (Bolivien), (Kevin) Shih-Hung Chen (Taiwan), Thomas Dersee (Deutschland), Anton Eisenhauer (Deutschland), Rainer Frentzel-Beyme (Deutschland), Günter Grass (Deutschland), Angelica Guzmán (Bolivien), Günther Hager (Österreich), Ohm Jung Ho (Korea), Taro Igarashi (Japan), Mustafa Ijaz (Türkei), Koji Ikeda (Japan), Tokiko Kiyota (Japan), Masayuki Komatsu (Japan), Wilfried Korfmacher (Deutschland), Josef Lutz (Deutschland), Michiko Mae (Deutschland/Japan), Sarita Mansilla (Bolivien), Stephan Moldzio (Deutschland), Shinji Nakagawa (Japan), Akmal Nasery Basral (Indonesien), Sixto Paz Wells (Peru), Peace Boat (Japan), Michael Pilath (Deutschland), Mansoureh Rahnama (Deutschland/Iran), Sapna Rangaswamy (Indien), Naemi Reymann (Deutschland), Ricoh Deutschland GmbH, Ryūichi Sakamoto (Japan), Prima Santika (Indonesia), Elisabeth Scherer (Deutschland), Gert Scobel (Deutschland), Shinnoske Sugisaki (Japan), Shinpei Takeda (Japan), Dejan Vukelic (Serbien), Izumi Yamaguchi (Japan), Peter Zec (Deutschland), Dirk Zimmermann (Deutschland) und Rui Zink (Portugal). Der deutsche Plakat-Designer Uwe Loesch entwarf den Buchumschlag und das Plakat für die Ausstellung.

## Ausstellungen (Auswahl)
- Fachhochschule Düsseldorf (University of Applied Science Dusseldorf) 2011[3][15][16][17][18]
- Trade Fair Tokyo 2012[15][19][20]
- Japanisches Kulturinstitut Köln 2012[15][21]
- ATC Gallery Osaka Design Center 2012[15][21]
- Peace Boat in Nagoya und Kōbe Ports 2012[15][21]
- Global Conference for a Nuclear Power Free World 2, Tokio 2012[22][15][21]
- Kulturort Depot Dortmund 2013[9][21][23]
- Frankfurter Buchmesse 13. Oktober 2013[13][24]
- House of Artists Teheran 2013[25][26]
- Vesal e Shiraz, Souratgar Gallery Shiraz 2013[27][28]
- Creative Network Center Mebic Ogimachi Osaka 2014.[29][30]

## Veröffentlichungen
- Mansoureh Rahnama (Hrsg.): Project Sunshine for Japan. Posters, Stories and poems about Fukushima. Kettler, Lünen 2013, ISBN 978-3-86206-219-5.[14]